# Bozsidár
A Bozsidár szláv eredetű férfinév, jelentése: isten + ajándék.

## Gyakorisága
Az 1990-es években szórványos név, a 2000-es években nem szerepel a 100 leggyakoribb férfinév között.

## Névnapok
- november 9.[2]